# Накамура, Мики
Мики Накамура (яп. 中村 美樹; род. 12 сентября 1992, Цуруока, Ямагата) — японская лучница, выступающая в соревнованиях в стрельбе из олимпийского лука. Участница Олимпийских игр 2020 года.

## Биография
Мики Накамура родилась 12 сентября 1992 года.

## Карьера
Мики Накамура начала заниматься спортом во время обучения в средней школе в Цуруоке. Её первым международным стартом стал чемпионат мира в помещении, который прошёл в 2014 году в Ниме.
В 2017 году Мики Накамура приняла участие на трёх этапах Кубка мира. В Берлине и Шанхае она остановилась на стадии 1/32 финала в индивидуальном первенстве, а в Анталии достигла 1/8 финала. В том же году она выступила на чемпионате мира в Мехико, где приняла участие в миксте и индивидуальном первенстве. Она не сумела завоевать медалей, но японцы в соревновании смешанных пар достигли четвертьфинала. В личном турнире Накамура достигла стадии 1/32 финала.
В 2019 году на этапе Кубка мира в Берлине японская лучница добралась до 1/16 финала.
Накамура по результатам японского олимпийского отбора получила одну из квот для участия на домашних Играх. В Токио Накамура заняла 31-е место в рейтинговом раунде. В командном турнире среди женщин японская сборная уже в первом же матче уступила Белоруссии (3:5) и покинула соревнования. В первом раунде женского индивидуального первенства японская лучница попала на Мари Горачкову из Чехии и победила её со счётом 6:2, а затем оказалась точнее олимпийской чемпионки Чан Мин Хи, победив в матче с таким же счётом. В третьем раунде (1/8 финала) Накамура проиграла китайской лучнице У Цзясинь со счётом 1:7.
На чемпионате мира 2021 года в Янктоне Накамура занимала 22-е место после рейтингового раунда. Она победила Карину Козловскую из Белоруссии и Ванессу Ланди из Италии (оба матча со счётом 7:1), на стадии 1/8 финала уступила француженке Лизе Барблен.